# Cyraneczka nowogwinejska
Cyraneczka nowogwinejska, nowogwinejka (Anas waigiuensis) – gatunek średniej wielkości ptaka wodnego z rodziny kaczkowatych (Anatidae), którego pierwotne występowanie ogranicza się do Nowej Gwinei. To jedyny endemiczny gatunek kaczki na tej wyspie. Nie jest zagrożony wyginięciem.

## Systematyka
Gatunek ten jako pierwsi opisali w 1894 roku Walter Rothschild i Ernst Hartert na łamach czasopisma „Novitates Zoologicae” na podstawie pojedynczego okazu samca. Autorzy nadali ptakowi nazwę Salvadorina waigiuensis, tworząc dla niego nowy rodzaj Salvadorina. Jako miejsce typowe wskazali wyspę Waigeo na północny zachód od Nowej Gwinei, jednak istnieją co do tego wątpliwości (ptak ten tam nie występuje); Ernst Mayr stwierdził w 1941 roku, że bardziej prawdopodobnym miejscem typowym są góry na półwyspie Ptasia Głowa.
Obecnie większość autorów nadal umieszcza gatunek w rodzaju Salvadorina, niektórzy zaliczają go jednak do rodzaju Anas, co sugerował Mayr już w 1931 roku.
Nie wyróżnia się podgatunków.

### Etymologia
Oryginalna nazwa rodzajowa oraz angielska nazwa ptaka, Salvadori’s Teal, jest uczczeniem włoskiego lekarza i badacza historii naturalnej Tommaso Salvadoriego.
Epitet gatunkowy pochodzi od wyspy Waigeo położonej w pobliżu Nowej Gwinei.

## Morfologia
Cyraneczka nowogwinejska ma ciemnobrązową głowę i szyję, a jej upierzenie jest pręgowane i bogate w ciemnobrązowe plamki na białym tle. Nogi mają pomarańczową barwę, a dziób żółtą.
Długość ciała 38–43 cm; masa ciała 420–525 g.

## Środowisko
To skryty mieszkaniec strumieni o wartkim nurcie oraz jezior typu alpejskiego leżących od 500 do 3700 metrów n.p.m. w górach. To jeden z zaledwie czterech gatunków blaszkodziobych, które przystosowały się do życia nad szybko płynącymi rzekami, pozostałe to zbrojówki, krzywonosy i kamieniuszki.

## Zachowanie
Nowogwinejka jest wszystkożerna. Swoje gniazdo lokuje w pobliżu wody. W porze suchej składa w nim od 2 do 4 jaj.

## Status
Międzynarodowa Unia Ochrony Przyrody (IUCN) od 2021 roku uznaje nowogwinejkę za gatunek najmniejszej troski (LC – Least Concern); wcześniej, od 1994 roku klasyfikowana była jako gatunek narażony (VU – Vulnerable). Organizacja BirdLife International uznaje liczebność populacji oraz jej trend jako nieznane (stan w 2021 roku). Ptak ten jest rzadki poniżej 600 m n.p.m., a najpospolitszy na dużych wysokościach. Lokalne spadki liczebności aż po całkowite wytępienie przypisuje się polowaniom, drapieżnictwu psów i degradacji siedlisk spowodowanej presją ze strony ludzi i zamulaniem wód (projekty hydroelektryczne, górnictwo i wycinka lasów). Potencjalnym zagrożeniem dla źródeł pożywienia nowogwinejki może być zarybianie górskich rzek egzotycznymi gatunkami pstrąga.